# バンザイ歌謡曲それッ!
バンザイ歌謡曲それッ!（バンザイかようきょくそれッ）は、ラジオ大阪が2005年4月から2006年9月に放送された音楽番組のタイトルである。

## 概要
ラジオ大阪では1967年～1987年にかけて平日日中に「みんなでみんなでリクエスト バンザイ!歌謡曲」と題した音楽リクエスト番組を放送していた。その後も「歌謡曲これイチバン」、「カンカン歌謡曲」とその系譜が続いてきたが、2005年度から平日のナイター中継（金曜日のオリックス・バファローズ主催ゲーム=大阪ドーム、神戸スカイマークスタジアム=開催日は除く。2005年度のみ）を原則休止することや、日中の歌謡曲ゾーン（12時~15時）が情報ワイド番組「ほんまもん!原田年晴です」に変更されたことを受けて、今後はナイターゾーン枠に歌謡曲の番組を移設することになった。
番組ではリスナーから寄せられたリクエスト音楽とパーソナリティのおしゃべり、また時間帯によってはゲストを招いてのプロモーションも展開された。特に金曜日の「金曜スペシャル OSAKA歌謡ウェーブ」ではゲスト歌手を毎回2～3組程度招いた。（この「OSAKA歌謡ウェーブ」はそれ以前からも、また2006年10月以後も継続して放送されている）

## 放送時間
- 月～木曜日 18:00～20:30（2006年3月までは18:00～21:00）
- 金曜日「金曜スペシャル OSAKA歌謡ウェーブ」 18:30～21:00（2006年3月までは19:00～22:00）

なお、10月はプロ野球日本選手権シリーズの中継などの関係（年度下半期の定時放送がシリーズ終了後からとなるため）で土・日曜日にも「OSAKA歌謡ウェーブ」が放送される日があった。

## 出演者
- 月・火曜日 松本恵治（ラジオ大阪アナウンサー）
- 水・木曜日 高岡美樹
- 金曜日 水谷ひろし、浅野亜希子

## コーナー・箱番組
18：15～18：20
- 「ビタミント」(金曜は番組外だが、この時間に放送されている)

月～木曜18：30～18：45頃、金曜19：20～19：40頃及び20：20～20：40頃
- ゲストコーナー

月～木曜18：50～18：53
- 「テレマートラジオショッピング」

月～木曜18：54～18：59
- テイチクホットコーナー

19：00～
- 月曜19:00～19:15 「夕焼けエッセー」（産経新聞夕刊で連載中の「夕焼けエッセー」のラジオ版）
- 火曜19:00～19:10 「どうなってるの?裁判員制度」
- 水曜19:00～19:15 「パチパラ」
- 木曜19:00～19:20 「VIPアメージングインタビュー」

月～木曜19：30～20：00
- 月曜「真咲よう子の音楽玉手箱」（日本クラウン製作）
- 火曜「お元気ですか!北島三郎です」（日本クラウン製作）
- 水曜「しあわせ演歌 石原詢子です」（自社製作）
- 木曜「大月みやこ いい歌・こんばん話」（キングレコード製作）

20：00～20：05
- ニュース・天気予報

## 関連項
- オリックス・バファローズ ナイトスタジアム（2005年度のみ）

同番組の放送カードが21:30までに試合終了した場合に限り、「浅野亜希子の演歌ルンルンスタジオ」を放送した。また、雨天中止による予備日程が組まれ金曜日にオリックスのホームゲームが開かれる場合、編成上の都合で中継できない場合があった。